# Enicospilus morleyi
Enicospilus morleyi är en stekelart som beskrevs av Henry Keith Townes, Jr. 1973. Enicospilus morleyi ingår i släktet Enicospilus och familjen brokparasitsteklar. Inga underarter finns listade i Catalogue of Life.